# Requejo
Requejo è un comune spagnolo di 188 abitanti situato nella comarca di Sanabria, provincia di Zamora, appartenente alla comunità autonoma di Castiglia e León.